# Чернюгов, Спиридон Сергеевич
Спиридон Сергеевич Чернюгов (27 декабря 1901, д. Горюньково, Смоленская губерния, Российская империя — 24 октября 1960, Минеральные Воды, Ставропольский край, РСФСР, СССР) — советский военачальник, генерал-майор (14.10.1942).

## Биография
Родился 27 декабря 1901 года в ныне упраздненной деревне Горюньково, располагавшаяся на территории нынешнего Татарского сельского поселения Монастырщинского района Смоленской области в семье-крестьянина-бедняка. Русский. В 1913 году после смерти матери начал работать по найму у купцов.

### Военная служба

#### Гражданская война
В октябре 1917 года вступил в Красную гвардию и направлен в 291-й полевой запасной госпиталь, где был рассыльным и санитаром. В мае 1918 года на станции Абдулино добровольно перешел в Красную армию и зачислен бойцом-санитаром летучки 26-й стрелковой дивизии. С осени 1919 года служил красноармейцем в составе 232-го стрелкового полка этой же дивизии. Участвовал в боях на Восточном фронте под Златоустом и Курганом против белогвардейских войск адмирала А. В. Колчака. Там же тяжело заболел (сыпной тиф) и эвакуирован в госпиталь в город Нижний Новгород, с февраля по июль 1920 года находился в отпуске по болезни. По излечении зачислен в 16-й стрелковый полк в городе Дорогобуж. В августе 1920 года командирован на учёбу в город Калуга на 18-е командные пехотные курсы. В марте — ноябре 1921 года в составе курсов командиром отделения участвовал в подавлении восстания А. С. Антонова в Тамбовской губернии.

#### Межвоенные годы
В апреле 1922 года Чернюгов окончил курсы, произведен в командиры РККА и откомандирован командиром взвода в распоряжение помощника главкома по Сибири. По прибытии зачислен слушателем в 1-ю школу ЧОН Республики в город Омск. По окончании с декабря 1923 года проходил службу командиром взвода и врид командира роты в 523-м Осетинском и 522-м Владикавказском батальонах особого назначения. С ноября 1924 года командовал взводом полковой школы 83-го стрелкового полка 28-й стрелковой дивизии ККА в городе Грозный. С августа 1925 года по сентябрь 1927 года одновременно проходил обучение на повторных курсах комсостава при Владикавказской пехотной школе. Участвовал в разоружении бандформирований в Чечне (август — сентябрь 1925 г.) и в Хасав-Юртовском районе Дагестана (сентябрь — октябрь 1926 г.). По окончании курсов в сентябре 1927 года назначен в 133-й Бессарабский стрелковый полк 45-й стрелковой дивизии УВО в городе Киев, где и. д. командира взвода полковой школы, пом. командира и командира роты, врид начальника полковой школы. С марта 1931 года по май 1934 года учился в Военной академии РККА им. М. В. Фрунзе, затем был назначен помощником начальника 1-го (оперативного) отделения штаба 70-й стрелковой дивизии ПриВО в городе Куйбышев. С января 1935 года и. д. начальника штаба 210-го стрелкового полка этой дивизии, с апреля 1936 года — помощник начальника разведывательного отдела штаба округа. В январе 1937 года назначен начальником 1-й части штаба 53-й стрелковой дивизии ПриВО, с марта 1938 года командовал 158-м стрелковым полком этой дивизии. С 13 августа 1939 года вступил в командование 117-й стрелковой дивизией, формировал её в городе Куйбышев. В июне 1941 года она вошла в состав сформированной в округе 21-й армии.

#### Великая Отечественная война
В начале войны дивизия в составе 66-го, затем 63-го стрелковых корпусов этой армии находилась в резерве Ставки ГК и дислоцировалась в ПриВО. В период с 26 июня по 2 июля 1941 года она вместе с армией была переброшена на Западный фронт и участвовала в Смоленском сражении. 18 июля 1941 года полковник Чернюгов был отстранен от должности. В характеристике на него от 1 августа 1941 года Военный совет армии отмечал: «Полковник Чернюгов слабо руководит боевой деятельностью, отсутствует управление войсками. С 5 по 7 июля 1941 в боях под Жлобином в результате плохого руководства и управления частями потерял 50 процентов пехоты и артиллерии. Бросил дивизию, а сам перешел реку и вышел в тыл. За плохое руководство частями дивизии полковник Чернюгов был снят с должности». Однако после проверки боевой деятельности дивизии эти сведения не подтвердились, после чего он был назначен командиром 102-й стрелковой дивизии 21-й армии Центрального фронта. 15 августа был ранен и находился в госпиталях в городах Орел и Куйбышев.
В начале ноября 1941 года назначен командиром 21-й отдельной стрелковой бригады. Сформировал её в ПриВО и убыл с ней на Западный фронт под Наро-Фоминск. В конце декабря бригада была подчинена 4-й ударной армии. В январе — феврале 1942 года в составе этой армии Северо-Западного и Калининского фронтов она участвовала в Торопецко-Холмской наступательной операции, прикрывала правый фланг армии. В ходе операции бригада успешно выполнила поставленные задачи, по овладении села Усвяты (30 км северо-западнее г. Велиж) она перешла к обороне. В июле 1942 года бригада была развернута в 47-ю стрелковую дивизию, а полковник Чернюгов утвержден её командиром. Уже в период формирования дивизия занимала полосу обороны протяженностью 42 км в районе Усвяты.
Приказом по войскам Калининского фронта от 1 октября 1942 года он был назначен и. д. командира 8-й гвардейской стрелковой дивизии им. Героя Советского Союза И. В. Панфилова (утвержден приказом НКО от 17.10.1942). В составе 2-го гвардейского стрелкового корпуса 3-й ударной армии дивизия участвовала в Великолукской и Невельской наступательной операции, в освобождении городов Великие Луки, Невель, Новосокольники. С января 1944 года она в составе 22-й армии 2-го Прибалтийского фронта успешно действовала в Ленинградско-Новгородской наступательной операции. 28 февраля 1944 года генерал-майор Чернюгов был тяжело ранен и эвакуирован в госпиталь в Москву, затем находился в санатории «Архангельское» и на лечении в городах Ессентуки и Куйбышев. По выздоровлении в июле 1944 года назначен начальником Московских курсов усовершенствования офицеров пехоты и в этой должности находился до конца войны.

#### Послевоенное время
После войны в прежней должности. В апреле 1946 года генерал-майор Чернюгов был назначен начальником 4-го отдела Управления боевой подготовки стрелковых войск. С июня 1947 года командовал 36-й отдельной стрелковой бригадой в УрВО. В феврале 1949 года освобожден от должности и зачислен в распоряжение Управления кадров Сухопутных войск, затем направлен в распоряжение Центрального совета Всесоюзного ДОСАРМ. С апреля 1949 года и. д. председателя Республиканского комитета ДОСАРМ Казахской ССР. В мае 1951 года вновь зачислен в распоряжение ГУК Советской армии.
В ноябре 1951 года гвардии генерал-майор Чернюгов уволен в запас.
Умер после тяжёлой и продолжительной болезни 24 октября 1960 года, похоронен на кладбище города Минеральные Воды.

## Награды
СССР
- орден Ленина (21.02.1945)[6][7]
- три ордена Красного Знамени (30.01.1943[8], 03.11.1944[9][7], 06.11.1947[7])
  - медали в том числе:
  - «XX лет Рабоче-Крестьянской Красной Армии» (1938)[8]
  - «За оборону Москвы» (1944)
  - «За победу над Германией в Великой Отечественной войне 1941—1945 гг.» (20.06.1945)[10]

других государств
- орден Красного Знамени (МНР)